# كايا متسوتاني
كايا متسوتاني (باليابانية: 松谷 彼哉) مواليد 20 مارس 1970، هي مؤدية أصوات يابانية من سابورو.

## أعمال
- شينيغامي
- غريت تيتشر أونيزوكا
- المحقق كونان
- ون بيس
- أبطال الديجيتال الجزء الثالث
- عدن الشرق

## وصلات خارجية
- كايا متسوتاني على موقع IMDb (الإنجليزية)
- كايا متسوتاني على موقع ميوزك برينز (الإنجليزية)
- كايا متسوتاني على موقع قاعدة بيانات الفيلم (الإنجليزية)
- كايا متسوتاني على موقع كينوبويسك (الروسية)
- كايا متسوتاني على موقع ANN person (الإنجليزية)